# Walter Goodman (journaliste)
Pour les articles homonymes, voir Walter Goodman.
Walter Goodman, né le 22 août 1927 et mort le 6 mars 2002) est un auteur et journaliste américain. Il est connu notamment pour ses articles dans le New York Times et ses critiques de la télévision.